# 레소토의 경제
레소토의 경제는 농업, 축산업, 제조업, 광업에 기반을 두고 있으며, 노동자들의 송금과 남아프리카 관세동맹(SACU)으로부터의 수입에 크게 의존하고 있다. 레소토는 지리적으로 남아프리카 공화국에 둘러싸여 있고 경제적으로도 통합되어 있다. 대부분의 가정은 농업으로 연명하고 있다 공식적인 부문 고용은 주로 의류 분야의 여성 노동자들, 남성 이주 노동자들, 주로 남아프리카 공화국의 광부들, 그리고 레소토 정부(GOL)에서의 고용으로 구성된다. 인구의 거의 50%가 비공식적인 농작물 경작이나 축산업으로 소득을 올리고 있으며, 국가 수입의 거의 3분의 2가 농업 부문에서 나온다. 인구의 약 70%가 농촌에 살고 농업에 종사한다.
레소토는 보츠와나, 나미비아, 남아프리카 공화국, 에스와티니 등 다른 회원국 간 상품 무역에 대한 관세가 철폐된 남아프리카 관세동맹(SACU) 회원국이다. 레소토, 에스와티니, 나미비아, 남아프리카 공화국도 랜드 통화 구역으로 알려진 공통 통화 및 교환 통제 구역을 형성하고 있다. 1980년, 레소토는 자체 통화인 로티(복수: 말로티)를 도입했다. 100리센테는 1로티와 같다. 로티는 랜드와 동등하다.

## 경제사
1998년 9월 정치적 불안정이 닥치기 전까지 레소토의 경제는 1992년부터 꾸준히 성장해왔다. 그러나 마세루 폭동은 마세루를 비롯한 2개 도시의 상업 기반 시설의 80%를 파괴하여 국가 경제에 큰 타격을 입혔다. 그럼에도 불구하고, 그 나라는 몇 개의 IMF 구조 조정 프로그램을 완료했고, 인플레이션은 1990년대에 상당히 감소했다. 그러나 레소토의 무역적자는 상당히 커서 수출은 수입의 극히 일부에 불과하다.
세계 경제위기는 주요 수출국인 미국의 경기둔화, 다이아몬드 가격 약세 등 다이아몬드 채굴과 수출 감소, 남아프리카 공화국 경기둔화로 SACU 수익 감소 등으로 레소토 경제에 큰 타격을 줬다. 경제, 남아프리카 경제의 약화와 광업 부문의 위축, 남아프리카의 관련 일자리 감소로 인한 근로자 송금 감소가 그것이다. 2009년 GDP 성장률은 0.9%로 둔화되었다.

## 경제 발전
레소토는 주로 생계형 경제에서 낮은 중간 소득, 다양한 경제로 발전하여 천연자원과 제조업 상품을 수출하면서 인구의 상당 부분에 더 높은 안정적 소득을 가져다 주었다. USD PPP/일 1.25 미만에 거주하는 인구의 비율은 1995년과 2003년 사이에 48%에서 44%로 떨어졌다. 2008년 실업률은 25.29%였고 2012년에는 27.2%로 증가했다. 그러나 2017년에는 실업률이 23.06%로 떨어졌다. 빈곤선 이하 인구의 비율은 2002년 58%에서 2017년 49.2%로 떨어졌다. 이 나라는 출생시 기대수명이 42.3세로 여전히 UNDP가 분류한 "인간개발 저위" 국가(192명 중 155위)에 속한다. 그러나 성인 문해력은 82%로 매우 높고 5세 미만의 아동은 20%에 불과하다.
레소토는 미국, 세계은행, 영국, 유럽 연합, 독일을 포함한 다양한 출처로부터 경제적 지원을 받았다.
레소토는 거의 6,000 킬로미터의 비포장도로와 현대 전천후 도로를 가지고 있다. 레소토와 남아프리카 공화국을 연결하는 짧은 철도가 있으며, 남아프리카 공화국이 전적으로 소유하고 운영하고 있다.

## 여성 경제
여성이 레소토 인구의 51%를 차지한다. 여성이 남성보다 중등교육에 접근하기 쉬운 반면 남성은 여성보다 1.5배 많은 소득을 올리고 있다. 1950년대 이전에 바소토 여성들은 농업 쇠퇴로 인해 일을 위해 남아프리카 공화국으로 이주했다. 이주한 사람들 중 많은 사람들이 미혼이었고 많은 사람들이 남아프리카 공화국에 머물렀다. 결혼한 부부들도 일을 위해 함께 남아프리카 공화국으로 여행을 갔다. 1923년, 백인 지역에 일할 때 흑인이 여권을 항상 소지하도록 하는 통과법(도시권)이 남아프리카 공화국에서 통과되었다. 여성들은 1952년 이 법의 개정에 포함되었다. 이 개정안은 여성 노동자의 이주를 감소시켰고, 1970년대까지 레소토의 39세 이상 여성 중 36.1%만이 남아프리카 공화국에서 일했다. 레소토 여성들은 광산에서 일하지 않았다.
1980년대에 레소토는 제조업 지원을 받았다. 그 산업에 고용된 주요 근로자들은 젊은 여성들이었다. 1990년에는 섬유산업 종사자의 92%가 여성이었다.
레소토의 여성 인구의 약 86%가 섬유 산업에 종사한다.

## 같이 보기
- 아프리카의 경제
- 레소토
- 유엔 아프리카 경제 위원회